# John Bogle
John Clifton "Jack" Bogle (8 tháng 5 năm 1929 - 16 tháng 2 năm 2019) tại Montclair, New Jersey là một nhà đầu tư, nhà từ thiện nổi tiếng người Mỹ, và là Chủ tịch Hội đồng Quản trị kiêm nhà sáng lập Tập đoàn Vanguard, ông là người sáng lập tạo ra quỹ đầu tư theo chỉ số đầu tiên. Ông có tên trong danh sách một trăm người quyền lực và có tầm ảnh hưởng nhất thế giới, do tạp chí TIME bình chọn. Tờ FORTUNE gọi ông là một trong bốn "người khổng lồ của thế kỷ 20" trong lĩnh vực đầu tư. Trong thời gian chưa đến 30 năm, Vanguard đã trở thành quỹ đầu tư lớn thứ nhì toàn thế giới sau iShares của BlackRock.

## Sách
- Bogle on Mutual Funds: New Perspectives for the Intelligent Investor (bằng tiếng Anh). Thành phố New York: McGraw-Hill. 1993. ISBN 1-55623-860-6.
- Common Sense on Mutual Funds: New Imperatives for the Intelligent Investor (bằng tiếng Anh). Hoboken, New Jersey: John Wiley & Sons. 1999. ISBN 0-471-39228-6.
- John Bogle on Investing: The First 50 Years (bằng tiếng Anh). Thành phố New York: McGraw-Hill. 2000. ISBN 0-07-136438-2.
- Character Counts: The Creation and Building of The Vanguard Group (bằng tiếng Anh). Thành phố New York: McGraw-Hill. 2002. ISBN 0-07-139115-0.
- The Battle for the Soul of Capitalism (bằng tiếng Anh). New Haven, Connecticut: Nhà xuất bản Đại học Yale. 2005. ISBN 0-300-10990-3.
- The Little Book of Common Sense Investing: The Only Way to Guarantee Your Fair Share of Stock Market Returns (bằng tiếng Anh). Hoboken, New Jersey: John Wiley & Sons. 2007. ISBN 978-0-470-10210-7.
- Enough: True Measures of Money, Business, and Life (bằng tiếng Anh). Hoboken, New Jersey: John Wiley & Sons. 2008. ISBN 978-0470398517.